# Ибн Зейдун
Абу аль-Валид Ахмад Ибн Зейдун аль-Махзуми (араб. أبو الوليد أحمد بن زيدون المخزومي‎; 1003, Кордова - 14 апреля 1071, Севилья) известный как Ибн Зейдун, ((араб. ابن زيدون‎)  — крупнейший поэт Андалусии, получивший известность и на востоке мусульманского мира.

## Биография
Происходил из знатного кордовского рода. Его отец и дед, как и сам Ибн Зейдун, были визирами кордовских халифов, затем аль-Мансура и других мелких правителей, поделивших между собой земли кордовского халифата. Ибн Зейдун был секретарем, затем визиром правителя Кордовы из рода бану Джахвар, по наговору завистников был им заточен, бежал и тайно вернулся в Кордову. Затем, спасаясь от гнева Ибн Джахвара, бежал в Севилью и стал приближенным эмира аль-Мутадида и учителем его сына — аль-Мутамида, будущего эмира Севильи и известного поэта. Ибн Зейдун выполнял дипломатические поручения, не раз ездил послом к другим мусульманским правителям Андалусии, участвовал в военных походах.

## Поэт
Как поэт прославился своей любовной лирикой, создав блестящие образы «куртуазной» поэзии, напоминающие стихи провансальских трубадуров. Почти все его стихи посвящены Валляде — кордовской поэтессе, дочери халифа аль-Мустакфи Мухаммада III, а его сатиры, которые также пользовались большой известностью, высмеивают одного из соперников.